# Hříšníci v rukou rozhněvaného Boha
Hříšníci v rukou rozhněvaného Boha (anglicky Sinners in the Hands of an Angry God) je kázání amerického teologa a filosofa Jonathana Edwardse (1703–1758) pronesené 8. července 1741 v Enfieldu ve státě Connecticut.
Toto kázání je určeno především těm lidem, kteří sice „chodí do církve“, ale ve skutečnosti nejsou k Bohu obrácenými a znovuzrozenými křesťany. Posluchači jsou vybízeni, aby si uvědomili svůj skutečný stav v Božích očích, k čemuž napomáhá mnoho živých přirovnání. Kazatel uvádí, že tito stále ještě hříšní lidé neustále, nevyhnutelně a spravedlivě čelí věčné zkáze, pro niž platí, že jediným důvodem jejího odkladu Boží milost. V druhé části promluvy je uvedeno, že způsobem, jak ukončit stav Božího hněvu nad sebou, je obrácení se k Bohu. Naopak Edwards varuje před nebezpečím dalšího setrvávání v porušeném stavu. Neboť okamžikem smrti, o němž nikdo dopředu neví, kdy nastane a nemůže se na něj připravit, tato možnost nápravy končí.
Kázání Hříšníci v rukou rozhněvaného Boha, přednesené Jonathanem Edwardsem v době velkého probuzení (cca 1730–1755), mělo již ve svém průběhu značný dopad na mnohé z posluchačů a celkově bylo impulzem rychlého a všeobecného a křesťanského probuzení v dané oblasti.

## Ukázka
| „ | [Zkažení lidé] si zaslouží být uvrženi do pekla. Božská spravedlnost tudíž nikdy nestojí v cestě [a] nic nenamítá proti tomu, aby Bůh kdykoli použil svou moc k jejich záhubě. Ano – právě naopak – spravedlnost hlasitě volá po nekonečném potrestání jejich hříchů. Božská spravedlnost říká o stromu, který plodí takové sodomské hrozny: „Vytni jej. Proč tu zemi kazí?“, Lk 13:7. Meč božské spravedlnosti je stále napřažen nad jejich hlavami a není to nic než ruka dobrovolné [Boží] milosti a pouhá Boží vůle, co jej zadržuje. | “ |
| — | |   |